# Línea B4 (AUVASA)
La línea B4 de AUVASA es una línea nocturna de autobús que presta servicio en Valladolid y Simancas. En concreto, une el barrio de Puente Duero y el municipio de Simancas con el paseo de Zorrilla y el centro de Valladolid. Además, como servicio a la demanda concluye su último trayecto en el Pinar de Antequera. Circula en viernes, sábados y vísperas de festivos y la realizan autobuses articulados debido a su gran demanda.

## Frecuencias[1]
| DÍA                           | LUGAR DE SALIDA | PRIMER SERVICIO | ÚLTIMO SERVICIO | FRECUENCIA |
| ----------------------------- | --------------- | --------------- | --------------- | ---------- |
| Viernes y vísperas de festivo | PLAZA ZORRILLA  | 0:00            | 3:00            | 60 min.    |
| Viernes y vísperas de festivo | ENTREPINOS      | 23:15-0:45      | 2:45            | 60 min.    |
| Viernes y vísperas de festivo | PUENTE DUERO    | 23:00           | 23:00           | -          |

- El servicio que sale a las 03:00 de Pza. Zorrilla 3 esq. Santiago se prolonga hasta Puente Duero y, en su caso, al Pinar de Antequera; el resto termina en Entrepinos.

## Paradas[1]
| Hacia Entrepinos/Puente Duero                             | Hacia Plaza Zorrilla                                      |
| --------------------------------------------------------- | --------------------------------------------------------- |
| Pza. Zorrilla 3 esq. Santiago                             | * Cañada Valdestillas 21                                  |
| Pº Zorrilla 52 esq. Pº Hospital Militar                   | * C/ Real 85 fte. Pza. Damián Tascón Prieto               |
| Pº Zorrilla 88 fte. pza. de toros                         | * C/ Real 7                                               |
| Pza. Juan de Austria fte. centro comercial                | Avda. Miguel de Cervantes aparcamiento                    |
| Avda. Salamanca esq. Dr. Villacián                        | Avda. Entrepinos 52 esq. Tirso de Molina                  |
| Avda. Medina del Campo 15 fte. Centro Salud Arturo Eyríes | Ctra. Pesqueruela fte. 1 esq. Ctra. a Puente Duero        |
| Avda. Medina del Campo esq. Barlovento                    | Cº Viejo Simancas fte. puente                             |
| Pº Zorrilla 166 fte. LAVA                                 | Cº Viejo Simancas urb. Las Aceñas                         |
| Cº Viejo Simancas Bº La Rubia                             | Cº Viejo Simancas Las Lagunillas                          |
| Cº Viejo Simancas 34 Bº San Adrián                        | Cº Viejo Simancas esq. Encinas                            |
| Cº Viejo Simancas 44 fte. centro comercial                | Cº Viejo Simancas fte. urb. El Pichón                     |
| Pº Zorrilla 346 esq. Vinos Ribera de Duero                | Cº Viejo Simancas Pago La Bomba                           |
| Pº Zorrilla 364 esq. Vinos de Rueda                       | Cº Viejo Simancas fte. Inea                               |
| C/ Vinos de Rueda esq. Cañada Real                        | Cº Viejo Simancas fte. El Pino                            |
| Cº Viejo Simancas fte. Vega de Valdetronco                | Cº Viejo Simancas fábrica Mirapinos                       |
| Cº Viejo Simancas fte. 167 esq. Barcelona                 | Cº Viejo Simancas El Barrio                               |
| Cº Viejo Simancas urb. Santa Ana                          | Cº Viejo Simancas fte. urb. Santa Ana                     |
| Cº Viejo Simancas fte. El Barrio                          | Cº Viejo Simancas 167 esq. José Velicia                   |
| Cº Viejo Simancas fte. fábrica Mirapinos                  | Cº Viejo Simancas esq. Vega de Valdetronco                |
| Cº Viejo Simancas El Pino                                 | Cañada Real 144 esq. Vega de Valdetronco                  |
| Cº Viejo Simancas Inea                                    | Pº Zorrilla 203 esq. Vinos de Cigales                     |
| Cº Viejo Simancas fte. Pago La Bomba                      | Pº Zorrilla 187 esq. Vinos Vega Sicilia                   |
| Cº Viejo Simancas urb. El Pichón                          | Cº Viejo Simancas 45 centro comercial                     |
| Cº Viejo Simancas fte. Encinas                            | Cº Viejo Simancas 21 centro educativo                     |
| Cº Viejo Simancas fte. Las Lagunillas                     | Cº Viejo Simancas 15 esq. Vereda                          |
| Cº Viejo Simancas fte. urb. Las Aceñas                    | Pza. Dr. Quemada igl. Santo Domingo de Guzmán             |
| Cº Viejo Simancas puente                                  | Avda. Medina del Campo fte. Barlovento                    |
| Ctra. Pesqueruela fte. 1 esq. Ctra. a Puente Duero        | Avda. Medina del Campo fte. 19 Centro Salud Arturo Eyríes |
| Avda. Entrepinos 57                                       | Avda. Salamanca esq. puente Juan de Austria               |
| Avda. Miguel de Cervantes aparcamiento                    | Pza. Juan de Austria centro comercial                     |
| * C/ Real fte. 7                                          | Pº Zorrilla 39 esq. Puente Colgante                       |
| * C/ Real 106 Pza. Damián Tascón Prieto                   | Pº Zorrilla 1 antiguo Hosp. Militar                       |
| * Cañada Valdestillas 21                                  | Pº Zorrilla fte. 10 Campo Grande                          |
| * Pinar de Antequera                                      | Pº Isabel la Católica 1 esq. Veinte de Febrero            |
|                                                           | Pza. Poniente fte. Jorge Guillén                          |
|                                                           | Pza. Fuente Dorada                                        |

- Las paradas marcadas con asterisco (*) pertenecen a la prolongación de Puente Duero.